# Krzywaśń

Herb Drużyna

Krzywaśń – figura uszczerbiona herbu w kształcie wydłużonej litery 
"S" (czasem odwróconej) symbolizującej rzekę.
Przykłady w herbach szlacheckich: 
- Drużyna
- Szreniawa (z krzyżem kawalerskim)
- Kopaszyna (dwie krzywaśnie z mieczem pomiędzy nimi).

Przykłady w herbach miejskich:
- Herb Chyloni
- Herb Rynarzewa
- Herb Szydłowca
- Herb Nowego Wiśnicza